# 나의 투쟁
《나의 투쟁》(나의 鬪爭, 독일어: Mein Kampf 마인 캄프[*])은 나치당 지도자 아돌프 히틀러가 1925년에 출간한 자서전이다. 책은 히틀러가 반유대주의자가 된 과정을 묘사하며 그의 정치 사상 및 미래 독일을 위한 계획의 윤곽을 보여 준다. 나의 투쟁의 제1부는 1925년에, 제2부는 1927년에 출간되었다. 히틀러의 부관 루돌프 헤스가 책의 편집을 맡았다.
히틀러는 1923년 11월의 뮌헨 폭동 실패 이후 정치범으로 수감된 중에 나의 투쟁의 저술을 시작했다. 히틀러는 수감 초기 많은 방문자들을 만났으나, 그는 곧 책에 전념하기 시작했다. 이를 계속하던 중 히틀러는 책을 두 부로 기획하고, 제1부를 1925년 초에 출간하기로 한다. 히틀러 사후, 나의 투쟁의 저작권은 독일에서의 책의 배포와 출간을 금지한 바이에른주정부로 넘어갔다. 2016년, 바이에른 주정부의 저작권 시한이 만료됨에 따라, 나의 투쟁이 1945년 이후 독일에서는 처음으로 재출간되었다.

## 목차[4]
- 제1부 민족주의적 세계관
  - 제1장 이 세상에 첫걸음을
  - 제2장 빈 시절의 수업과 고난 시대
  - 제3장 나의 빈 시대의 일반적·정치적 고찰
  - 제4장 뮌헨
  - 제5장 세계대전
  - 제6장 전시(戰時) 선전
  - 제7장 혁명
  - 제8장 나의 정치활동 시작
  - 제9장 독일노동자당
  - 제10장 붕괴의 원인
  - 제11장 민족과 인종
  - 제12장 민족사회주의 독일 노동자당의 최초 발전시대

- 제2부 민족사회주의 운동
  - 제1장 세계관과 당
  - 제2장 국가
  - 제3장 국적 소유자와 국가의 시민
  - 제4장 인격과 민족주의 국가의 사상
  - 제5장 세계관과 조직
  - 제6장 초기 투쟁—연설의 중요성
  - 제7장 적색 전선과의 격투
  - 제8장 강자는 혼자일 때 가장 강하다
  - 제9장 돌격대의 의미와 조직에 관한 근본 생각
  - 제10장 연방주의의 가면
  - 제11장 선전과 조직
  - 제12장 노동조합에 관한 문제
  - -제13장 전후 독일 동맹정책-
  - -제14장 동방노선 대 동방정책-
  - -제15장 권리로서의 정당방위-

- 맺음말

## 개요
나의 투쟁에서, 히틀러는 세계를 지배하려는 유대인의 음모를 다룬다. 히틀러는 그가 빈에 있는 동안 반유대주의와 군국주의를 크게 받아들이게 된 과정을 묘사한다. 그는 빈으로 오기 전까지 유대인을 만난 적이 없었고 유대인에 대한 태도는 관용적이었다고 언급한다. 그가 처음 반유대주의 신문을 접했을 때, 그는 크게 생각해 보지 않았다고 언급한다. 이후 그는 독일의 재건을 위해 필수적인 요소가 되는 반유대주의적 관점을 받아들이게 되었다.
나의 투쟁은 정치철학 저서이기도 하다. 예를 들어, 히틀러는 그가 세계의 양대 악이라 믿는 것들에 대한 분노를 표현한다: 유대인과 민주주의, 마르크스주의이다. 심지어 본인이 생각하는 민중들의 망상은 물론 유대인에 대한 선전·선동을 비판한 내용들도 있어서 히틀러가 개인적으로 가졌던 우월의식 혹은 미의식도 파악할 수 있다.
책에서, 히틀러는 독일 문제의 책임을 바이마르 공화국 국가의회, 유대인, 사회민주주의자, 그리고 마르크스주의자들에게 두며, 마르크스주의자, 사회민주주의자, 의회 모두 유대인에게 봉사한다고 믿고 그들을 비난한다. 그는 의회의 성격 자체가 부패했고, 의원들은 책임을 갖지 않고 있다고 믿으며, 자신은 의회 그 자체를 인정할 수 없게 되었다고 언급한다.
나의 투쟁은 특히, 히틀러가 독일의 변혁을 위해 세운, 유대인과 마르크스주의자들을 인종적, 사상적으로 열등하고 위협적으로, "아리아인"과 민족사회주의자들을 인종적으로 우월하고 정치적으로 진보적으로 보는 프로그램으로서의 사상을 다룬다. 히틀러의 이러한 변혁의 목표는 독일에서 유대인을 추방하고 독일 민족을 하나의 대독일로 통일하는 것이었다. 히틀러는 독일의 영토를, 실제 또는 상상의 역사 속 최대 범위를 회복하게 하길 원했다.

### 인종주의
히틀러는 "우리나라 대중의 국민화는 우리 민족 혼을 사로잡기 위해서 모든 적극적인 투쟁을 함으로써 국제적인 대중의 독살자를 없애버릴 수 있어야 비로소 성공할 것"이라고 언급하며, "전쟁 개시 때, 그리고 전쟁 중에서도 모든 직업을 가진 우리 최량(最良)의 독일 노동자 수십만이 전쟁터에서 당했던 것과 같이 이들 1만 2000이나 1만 5000의 헤브라이인 민족 파괴자들이 한 번 독가스 속에 집어던져지게 되었더라면 전선에서의 수백만의 희생이 헛된 것이 되지는 않았으리라"고 주장한다.
히틀러의 인종 법칙은 나의 투쟁에서의 아이디어를 통해 직접적으로 등장한다. 나의 투쟁 제1부에서, 히틀러는 더 열등한 것의 제거는 그것의 보호에 비해 지나칠 정도로 자연스러우며, 더 강한 것의 지배와 본질성의 보존을 위해 더 열등한 것을 제거해야 한다고 본다.

### 레벤스라움
"동방노선 대 동방정책"이라는 장에서, 히틀러는 독일 민족을 위한 "역사적 사명"으로서의 동쪽 토지가 필요하다고 주장한다. 히틀러는 "러시아 국가의 구조 조직은 러시아에서의 슬라브 민족의 국정 능력이 아니고, 오히려 저급한 인종 내부에 존재하는 게르만 민족 요소에 의한 국가 형성 활동의 놀라운 한 예에 지나지 않는다."고 믿는다.
나의 투쟁에서 히틀러는 공개적으로 미래 독일의 동쪽으로의 팽창을 선언한다:
이상으로 우리 국가사회주의자들은 우리나라의 세계대전 전의 외교정책에 대해서는 마침표를 찍어두기로 한다. 우리는 600년 전에 도달한 시점에서 출발한다. 우리는 유럽 남쪽 및 서쪽으로 향하는 영원한 게르만인의 이동을 멈추고, 동쪽 토지에 눈길을 돌린다. 우리는 드디어 세계대전 전의 해외 식민지정책 및 무역정책을 청산하고 장래의 영토정책으로 이행한다.
우리가 오늘날 유럽에서 새로운 영토에 대해서 말할 경우 우리는 첫째로 오직 러시아와 그에 종속하는 주변 국가를 떠올릴 수 있을 뿐이다.

## 유명세
히틀러는 민족사회주의자들을 위해 책을 썼지만, 책은 유명세를 탔다. 교사 평균 연봉이 4,800 라이히스마르크이던 1933년까지, 히틀러는 책 수입으로 120만 라이히스마르크를 벌어들였다.
히틀러 집권 후, 책은 더 큰 유명세를 얻었다. 책은 도서관에서 많은 요청을 받았고 타 출판물에서도 자주 다루어지거나 인용되었다. 히틀러 집권 기간, 책은 모든 신혼 부부와 전선의 군인들에게 무료로 배포되었다. 1939년까지 책은 11개 언어로 번역되어 총 520만 부가 판매되었다. 전쟁 말기에는, 책의 1,000만 부가 독일 내에서 유통되었다.
나의 투쟁은 현재 6개의 e북 버전이 판매되고 있다. 2014년, 이들 중 두 개 버전이 아이튠즈 정치 및 시사 분야에서 각각 12위와 15위를 기록했다. 같은 해, e북 버전 하나가 아마존 선전 및 정치심리학 차트에서 1위를 기록했다.

## 재출간
히틀러 집권 기간(1933년-1945년), 나의 투쟁의 세 개 판본이 출간되었다. 보급판(Volksausgabe)은 초판의 겉표지와 스바스티카를 든 독수리 문양이 금색으로 새겨진 군청색 커버로 싸여 있다. 주의 문장이 금색으로 새겨진 양피지 질감의 커버로 싸인 결혼 선물판(Hochzeitsausgabe)은 신혼 부부에게 무료로 배포되었다. 1940년에는, 배낭판(Tornister-Ausgabe)이 출간되었다. 이 판본은 붉은 커버의 가벼운 책으로, 우체국에서 발간되어, 전선 위문용으로 배달될 수 있도록 했다. 이 세 판본들은 모두 나의 투쟁의 두 부를 합쳐 단권으로 출간되었다.
1939년 히틀러의 50세 생일 기념으로 특별판이 출간되었다. 이 판본은 기념판(Jubiläumsausgabe)으로 불린다. 금색 단도 문양이 새겨진 군청색이나 밝은 적색의 커버로 싸여 있다. 이 판본은 나의 투쟁의 두 부를 합쳐 단권으로 출간되었다. 더 많이 판매된 작은 보급판에 비해 고급 판본으로 여겨졌다.
책은 히틀러 집권 기간에도 2권 세트로 구할 수 있었으며, 페이퍼백과 하드커버 모두 구할 수 있었다. 페이퍼백 판본은 초판 커버로 싸여 있다. 하드커버 판본은 천이 덧대진 커버와 가죽 책등으로 되어 있다. 커버와 책등에는 갈색 참나무 잎이 그려져 있다.

### 2016년 비판본
1945년 아돌프 히틀러가 자살한 뒤부터 독일 바이에른주 정부가 이 책의 저작권을 소유하게 되었다. 히틀러의 공식적인 거주지가 뮌헨이었기 때문이다. 독일의 저작권법에서는 저작권자가 사망한 지 70년이 지난 해부터 퍼블릭 도메인이 된다고 명시되어 있다. 따라서 2015년까지 독일에서는 출판이 금지되었으며, 2016년 1월 1일부터 퍼블릭 도메인이 되었다. 2016년 1월, 뮌헨 현대사 연구소는 히틀러가 쓴 나의 투쟁 원본에 비판적인 주석을 단 나의 투쟁 비판본을 출간했다.

## 같이 보기
- 아돌프 히틀러
- 뮌헨 폭동
- 국가사회주의 독일 노동자당

## 참고 문헌
- (독일어) 아돌프 히틀러(1925년). Mein Kampf, Band 1, Verlag Franz Eher Nachfahren, 뮌헨.
- (독일어) 아돌프 히틀러(1927년). Mein Kampf, Band 2, Verlag Franz Eher Nachfahren, 뮌헨.(나의 투쟁 제2부, 1930년 이후 두 부가 단권으로 출간됨).
- (독일어) 아돌프 히틀러(1935년). Zweites Buch.(나의 투쟁 II)
- (독일어) 아돌프 히틀러(1945년). Mein politisches Testament. 위키소스 버전.
- (독일어) 1936년 독일어 판본. 프락투어체로 인쇄됨. (71.4 Mb)
- (독일어) 독일어판 오디오북, 성우 낭독.(27시간 17분, 741 Mb)
- 아돌프 히틀러, 황성모 역, 나의 투쟁, ISBN 978-89-497-0382-4, 동서문화사, 2014.